# Plzeňské městské dopravní podniky
Plzeňské městské dopravní podniky (PMDP) – spółka akcyjna będąca operatorem miejskiego transportu publicznego w Pilźnie. Przedsiębiorstwo powstało 1 kwietnia 1998 r., jego siedziba znajduje się przy Denisovym nábřeží 920/12 w Pilźnie. Jedynym akcjonariuszem jest miasto Pilzno. Spółka jest prawnym następcą państwowego przedsiębiorstwa Dopravní podniky statutárního města Plzně, które przekształcono w obecną formę prawną.
W 2018 r. PDMP obsługiwały 36 linii autobusowych o całkowitej długości 474,91 km, 3 linie tramwajowe o całkowitej długości 23,9 km i 10 linii trolejbusowych o całkowitej długości 86,55 km. Według stanu z 2018 r. DPMO dysponował 124 autobusami, 116 tramwajami i 100 autobusów, które w ciągu roku przewiozły ponad 115 milionów pasażerów.

## Struktura organizacyjna
Stan z maja 2020 r.

### Zarząd
- Dyrektor generalny: Jiří Ptáček
- Dyrektor ekonomiczny: Miroslav Kočica
- Dyrektor ds. transportu drogowego: Miroslav Macháň
- Dyrektor ds. transportu szynowego: Josef Vracovský

### Rada nadzorcza
- Przewodnicząca: Ilona Mauritzová
- Wiceprzewodniczący: Miloslav Maštera
- Członkowie: Petra Chmelířová, Michaela Krechovská, Tomáš Mráz, Robert Pašek, Stanislav Šec, David Zrostlík, Marek Ženíšek